# Ponte medievale di Magliano Nuovo
Il Ponte medievale di Magliano Nuovo è un ponte a schiena d'asino nel parco nazionale  del Cilento della frazione di Magliano Nuovo, nel Cilento in provincia di Salerno. È uno dei cinque ponti medievali sul fiume Calore Lucano insieme a quelli di Felitto, Piaggine, e i due a Laurino. Questo è in assoluto il più grande e il meglio conservato.

## Storia e descrizione
Il ponte medievale di Magliano Nuovo non presenta datazione precisa, ma è probabile la costruzione intorno all'anno 1000, quando nel longobardo Principato di Salerno la cittadina di Magliano Nuovo era sede dell'omonima Contea di Magliano. È possibile anche che invece possa risalire al regno normanno o quello angioino, quando sia Magliano che Felitto erano sedi di due importanti castelli a presidio e difesa del territorio. Questo passaggio infatti anticamente collegava appunto i paesi di Magliano Nuovo e Felitto, separati da una impervia gola creata dal fiume nel corso dei millenni e che ha da sempre rappresentato una grossa difficoltà per i collegamenti nella valle del Calore, tant'è vero che vi sono cinque di questi ponti nella medesima area (presso Magliano, Felitto, Piaggine e due a Laurino). Giungendo da Magliano si arrivava al ponte non prima di valicare il Passo di Preta Perciata, che in epoca longobarda e fino al regno aragonese necessitava del pagamento di un pedaggio per l'attraversamento. Il ponte è stato restaurato intorno al 1820, tramite il contributo della popolazione locale.
Il sito è ubicato nel Parco Nazionale del Cilento e sovrasta il fiume Calore Lucano; quest'ultimo subito dopo attraversa le Gole del Calore, mentre i borghi di Magliano Nuovo e Felitto sono arroccati sui monti circostanti.

## Come raggiungerlo
Raggiungere il ponte non è cosa facile, esistono infatti solo due strade:
Attraverso il sentiero per trekking Percorso Magliano Nuovo - Postiglione, partendo dal paese di Magliano Nuovo, sentiero che una volta attraversato il ponte si inoltra nelle Gole del Calore;
Attraverso una strada sterrata raggiungibile dalla Strada Regionale 488 agibile solo da mezzi adatti allo sterrato.